# DVB-SH

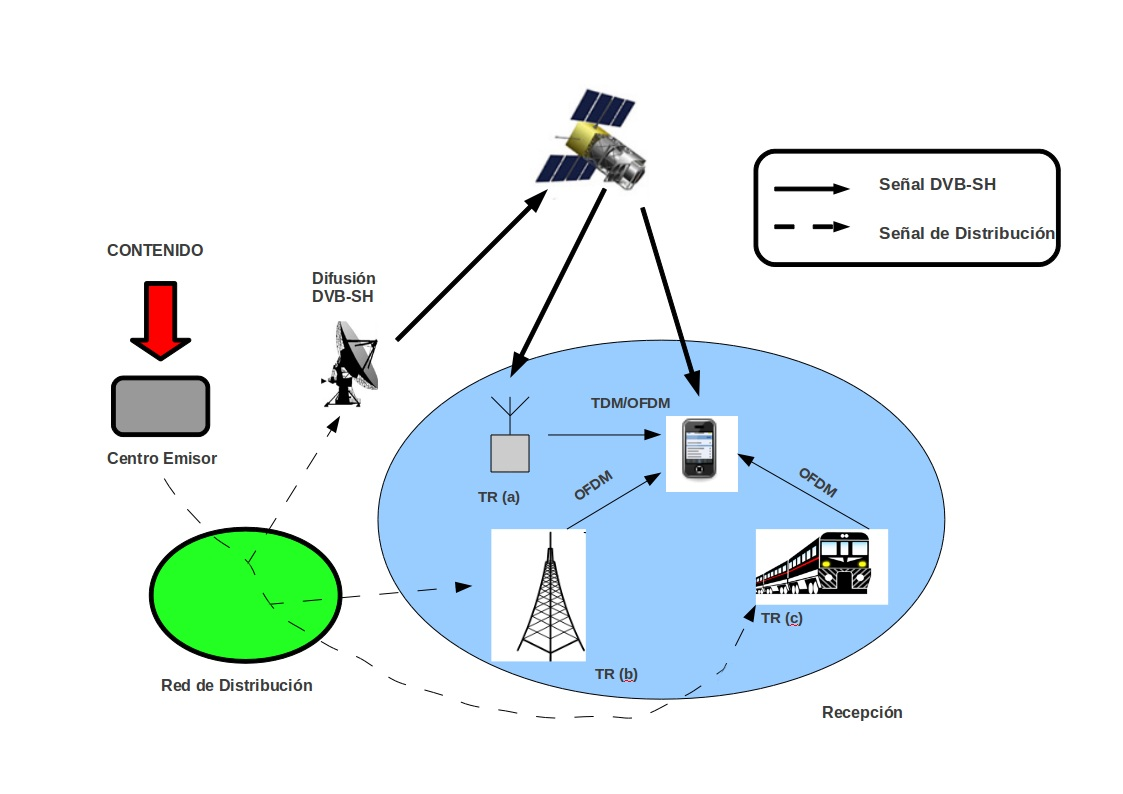
Architecture DVB-SH.

Le DVB-SH (Digital Video Broadcasting - Satellite Handheld, en français, Diffusion Vidéo Numérique - Satellite Portable) est la plus récente génération de système de radiodiffusion hertzienne numérique destiné à une réception sur terminal mobile mis au point au sein du Forum DVB, un organisme européen à l'origine du standard DVB-T, qui supporte les réseaux de télévision numérique terrestre ou TNT désormais très largement en place en Europe, et du standard DVB-H, un ensemble de compléments portés au-dessus de la couche physique du standard DVB-T, reprise à l'identique, visant à permettre la réception de services audio et vidéo à des téléphones mobiles.
Les innovations principales du niveau couche physique radio de ce standard (DVB-SH waveform) ont fait l'objet d'une adoption le 14/02/2007 par le Steering Board du Forum DVB; il est devenu un standard ETSI le 28/03/2008 sous la désignation ETSI EN 302 583.
Il a été complété par ses Guides d'Implémentation (en anglais, Implementation Guidelines) un an plus tard, le 14/02/2008; ces documents sont eux-mêmes en cours d'approbation a l'ETSI sous la désignation ETSI TS 102 594 draft.
Ce standard améliore profondément la couche physique radio DVB-T/DVB-H et le niveau de protection des signaux qu'elle transporte, avec deux innovations :
- l'introduction des codes de protection FEC de très haute performance dits turbocodes, mis au point pour les services mobiles cellulaires, et mis en œuvre notamment dans les systèmes CDMA2000 selon les standards 3GGP2; cette innovation permet de renforcer considérablement la résistance de la diffusion aux erreurs apportées par les conditions de propagation, et par voie de conséquence améliore de façon très importante la capacité de couverture des réseaux DVB-SH par rapport à celle des autres systèmes
- l'introduction d'un entrelacement temporel pouvant être étendu jusqu'à des dizaines de secondes ; cette deuxième innovation, qui apporte également un gain de performances, vise plus spécialement à apporter des solutions aux problèmes liés à la mobilité véhiculaire sous couverture satellitaire, le satellite (généralement géo-stationnaire) présentant la triple caractéristique d'être loin, de n'offrir qu'un niveau de signal faible par rapport à ce que l'ingénierie des réseaux terrestres peut permettre, et de présenter une directionnalité très forte de son signal, se traduisant par des effets de masquages longs (typiquement obstructions par de grands immeubles)

DVB-SH permet de réaliser des solutions de diffusion en mode terrestre seul, en mode satellitaire seul, et enfin dans des modes combinant ces deux types de sources.
D'autres architectures techniques traitent de diffusion vers les téléphones mobiles; la plupart sont seulement terrestre; trois autres visent des possibilités similaires :
- S-DMB, un standard coréen, et CMMB, une solution propriétaire promue par SARFT, la société nationale de radio-télé diffusion de Chine, mais dénués pour le moment de possibilités d'entrelacement très long, ils ne peuvent prétendre au même niveau de performances,
- et un autre standard européen, SDR, adopté par ailleurs par l'ETSI à peu près au même moment, initialement pour des services de radio-diffusion par satellite, qui lui est très proche, mais en se situant totalement en dehors de l'ensemble technique constitué par l'éco-système DVB-T/DVB-H/DVB-SH; par exemple, un composant décodeur SDR est totalement nouveau, alors qu'un composant décodeur DVB-SH s'appuie sur des principes de signalisation et de synchronisation communs avec ceux des systèmes DVBT et DVB-H.